# Potència elèctrica

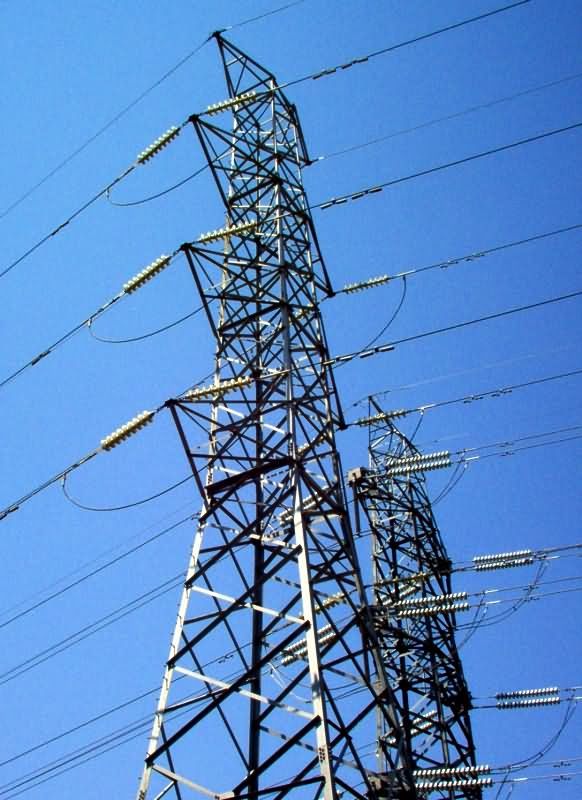
La potència elèctrica es transmet per línies sobre torres, com aquestes en Brisbane, Austràlia.

La potència elèctrica és la quantitat d'energia lliurada o absorbida per un element en un temps determinat ({\displaystyle p=dW/dt}). La unitat en el Sistema Internacional és el watt, un joule per segon.
Quan un corrent elèctric flueix en un circuit, pot transferir energia en fer un treball mecànic o termodinàmic. Els dispositius converteixen l'energia elèctrica de moltes maneres útils, com calor, llum (làmpada incandescent), moviment (motor elèctric), so (altaveu) o processos químics. L'electricitat es pot produir mecànicament o químicament per la generació d'energia elèctrica, o també per la transformació de la llum en les cèl·lules fotoelèctriques. Finalment, es pot emmagatzemar químicament fent ús de bateries.

## Potència en corrent continu
Quan es tracta de corrent continu (CC) la potència elèctrica representa la lletra P. Desenvolupada en un cert instant per un dispositiu de dos terminals, és el producte de la diferència de potencial entre aquests terminals i la intensitat de corrent que passa a través del dispositiu. Per aquesta raó la potència és proporcional al corrent i a la tensió. És a dir,

(1){\displaystyle P={\frac {dw}{dt}}={\frac {dw}{dq}}\cdot {\frac {dq}{dt}}=V\cdot I\,}

On I és el valor instantani del corrent i V és el valor instantani del voltatge. Si I s'expressa en amperes i V en volts, la P estarà expressada en watts (vat s). Igual definició s'aplica quan es consideren valors mitjans per I, V i P.
Quan el dispositiu és una resistència de valor R o es pot calcular la resistència equivalent del dispositiu, la potència també pot calcular com {\displaystyle P=R\cdot I^{2}={V^{2} \over R}}

## Potència en corrent altern
Quan es tracta de corrent altern (AC) sinusoidal, la mitjana de potència elèctrica desenvolupada per un dispositiu de dos terminals és una funció dels valors eficaços o valors quadràtics mitjans, de la diferència de potencial entre els terminals i de la intensitat de corrent que passa a través del dispositiu.
En el cas d'un circuit de caràcter inductiu (cas més comú) al qual s'aplica una tensió sinusoidal {\displaystyle v(t)\,\!} amb velocitat angular {\displaystyle \omega \,\!} i valor de pic {\displaystyle V_{o}\,\!} és:
{\displaystyle V(t)=V_{0}\cdot \sin(\omega t)\,\!}
Això provocarà un corrent {\displaystyle i(t)\,\!} endarrerit un angle {\displaystyle \phi \,\!} respecte de la tensió aplicada:
{\displaystyle I(t)=I_{0}\cdot \sin(\omega t-\phi )\,\!}
La potència instantània vindrà donada com el producte de les expressions anteriors:
{\displaystyle P(t)=V_{0}\cdot I_{0}\cdot \sin(\omega t)\cdot \sin(\omega t-\phi )\,\!}
Mitjançant trigonometria, l'anterior expressió pot transformar-se en la següent:
{\displaystyle P(t)=V_{0}\cdot I_{0}\cdot {\frac {\cos(\phi )-\cos(2\omega t-\phi )}{2}}\,\!}
I substituint els valors de pic pels eficaços:
{\displaystyle P(t)=V\cdot I\cos(\phi )-V\cdot I\cos(2\omega t-\phi )\,\!}
S'obté així per la potència un valor constant, {\displaystyle VI\cos(\phi )\,\!} i un altre variable amb el temps, {\displaystyle VI\cos(2\omega t-\phi )\,\!}. Al primer valor s'anomena potència activa i al segon potència fluctuant.

### Potència fluctuant
Com que la potència fluctuant de forma sinusoidal, el seu valor mitjà serà zero. Per entendre millor què és la potència fluctuant, imaginem un circuit que només tingués una potència d'aquest tipus. Això només és possible si {\displaystyle \phi =\pi /2\,\!} rad (cos (± 90 º) = 0), quedant
{\displaystyle p(t)=V\cdot I\cdot \cos(2\omega t-\phi )}
cas que correspon a un circuit inductiu pur o capacitiu pur. Per tant, la potència fluctuant és deguda a un solenoide o un condensador. Aquests elements no consumeixen energia sinó que l'emmagatzemen en forma de camp magnètic i camp elèctric.

### Components de la intensitat

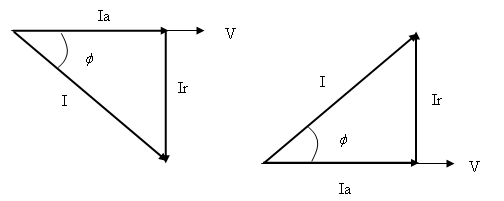
Figura 1 .- Components activa i reactiva de la intensitat; supòsits inductiu, esquerra i capacitiu, dreta.

Considerem un circuit de C. A. en què el corrent i la tensió tenen un desfasament φ. Es defineix component activa de la intensitat, Ia, a la component d'aquesta que està en fase amb la tensió, i component reactiva, Ir, a la que està en quadratura amb ella (vegeu figura 1). Els seus valors són:
{\displaystyle I_{a}=I\cdot \cos \phi \,\!}
{\displaystyle I_{r}=I\cdot \sin \phi \,\!}
El producte de la intensitat, I, i les dels seus components activa, Ia, i reactiva, I r, per la tensió, V, dona com a resultat les potències aparent (S), activa (P) i reactiva (Q), respectivament:
{\displaystyle S=I\cdot V\,\!} 
 

{\displaystyle P=I\cdot V\cdot \cos \phi \,\!} 

{\displaystyle Q=I\cdot V\cdot \sin \phi \,\!}

### Potència complexa

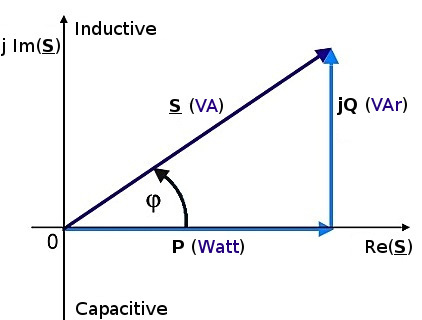
Figura 2 .- Relació entre potència activa, aparent i reactiva.

La potència complexa (la magnitud es coneix com a potència aparent) d'un circuit elèctric de corrent altern, és la suma (vectorial) de la potència que dissipa aquest circuit i es transforma en calor o treball (coneguda com a potència mitjana, activa o real) i la potència utilitzada per a la formació dels camps elèctric i magnètic dels seus components que fluctuarà entre aquests components i la font d'energia (coneguda com a potència reactiva).
Aquesta potència no és la realment "útil", excepte quan el factor de potència és la unitat (cos φ = 1), i assenyala que la xarxa d'alimentació d'un circuit no només ha de satisfer l'energia consumida pels elements resistius, sinó que també ha de comptar amb la que han d' "emmagatzemar" les bobines i condensadors. Se la designa amb la lletra S i es mesura en voltampere (VA) (la potència activa es mesura en watts (W), i la reactiva es mesura en voltampere reactiu (VAR).
La fórmula de la potència aparent és:
{\displaystyle S=I\cdot V\,\!}

### Potència activa
És la potència que representa la capacitat d'un circuit per a realitzar un procés de transformació de l'energia elèctrica en treball. Els diferents dispositius elèctrics existents converteixen l'energia elèctrica en altres formes d'energia com ara: mecànica, lumínica, tèrmica, química, etc. Aquesta potència és, per tant, la realment consumida pels circuits. Quan es parla de demanda elèctrica, és aquesta potència la que s'utilitza per determinar aquesta demanda.
Es designa amb la lletra P i es mesura en watts (W). D'acord amb la seva expressió, la llei d'Ohm i el triangle d'impedància:
{\displaystyle P=I\cdot V\cdot \cos \phi =I\cdot Z\cdot I\cos \phi =I^{2}\cdot Z\cdot \cos \phi =I^{2}\cdot R\,\!}
Resultat que indica que la potència activa és deguda als elements resistius.

### Potència reactiva
Aquesta potència no té tampoc el caràcter realment de ser consumida i només apareixerà quan hi hagi bobines o condensadors en els circuits. La potència reactiva té un valor mitjà nul, de manera que no produeix treball necessari. És per això que es diu que és una potència  desvatada  (no produeix watts), es mesura en Voltampere reactiu (VAR) i es designa amb la lletra Q .
A partir de la seva expressió,
{\displaystyle Q=I\cdot V\cdot \sin \phi =I\cdot Z\cdot I\sin \phi =I^{2}\cdot Z\cdot \sin \phi =I^{2}\cdot X=I^{2}\cdot (X_{L}-X_{C})=S\cdot \sin \phi \,\!}
La qual cosa reafirma que aquesta potència és a causa únicament dels elements reactius.

## Potència trifàsica
La representació matemàtica de la potència activa en un sistema trifàsic equilibrat ve donada per l'equació:
| {\displaystyle P_{3}\varphi \ ={\sqrt {3}}\cdot I\cdot V\cdot cos\Phi \ } |

| {\displaystyle Q_{3}\varphi \ ={\sqrt {3}}\cdot I\cdot V\cdot sen\Phi \ } |

| {\displaystyle S_{3}\varphi \ ={\sqrt {3}}\cdot I\cdot V\ } |